# Adventures of Superman
Adventures of Superman är en amerikansk TV-serie baserad på serietidningarna om Stålmannen. Den sändes ursprungligen under perioden 19 september 1952–28 april 1958 i svartvitt, först under lokala syndikeringssändningar 1965 tillkom färgerna.

### Fotnoter
1. ↑  Noel Murray (10 juni 2013). ”Barely a superhero show, Adventures of Superman was a surprise success” (på engelska). AV Club. http://www.avclub.com/article/barely-a-superhero-show-iadventures-of-superman-iw-98758. Läst 9 januari 2017.